# امیلی سنت جان مندل
امیلی سنت جان مندل (انگلیسی: Emily St. John Mandel) (زاده ۱۹۷۹) رمان‌نویس کانادایی است. آخرین رمان وی به نام ایستگاه یازده نامزد جایزه کتاب ملی و جایزه پن/فاکنر برای داستان بود و توانست برنده جایزه آرتور سی. کلارک در سال ۲۰۱۵ شود.

## زندگی‌نامه
امیلی سنت جان مندل در کوماکس، بریتیش کلمبیا، کانادا متولد و بزرگ شد. وی تا ۱۵ سالگی در خانه و توسط والدینش آموزش می‌دید. مندل در مدرسه تئاتر و رقص تورنتو در رشته رقص معاصر تحصیل کرد و پس از آن به مونترال رفت. از او تا کنون ۴ رمان به چاپ رسیده است. مندل از همسرش جدا شده است. او یکی از نویسندگان مجله اینترنتی میلیونز است. نوشته‌های مندل بیشتر در ژانر جنایی هستند.